# Jean-Claude Boudinhon-Valdec
Jean Claude Boudinhon-Valdec, né le 19 octobre 1771 au Puy (Haute-Loire), mort le 5 novembre 1846  à Saint-Paul-en-Cornillon (Loire), est un général français de la Révolution et de l’Empire.

## États de service
Il entre en service le 31 juillet 1786, comme soldat au régiment de Barrois (devenu le 91e régiment d’infanterie de ligne). Adjudant sous-officier au 1er bataillon de volontaires de la Haute-Loire le 19 juin 1792, il devient capitaine adjudant major au 4e bataillon de la Gironde le 25 juillet 1792. Il est versé plus tard dans la 58e demi brigade et il fait les campagnes de 1792 à l’an II aux armées de Savoie, du Rhin et du Nord. Frappé à Hondschoote d’un coup de feu au genou droit, il reçoit une nouvelle blessure et a un cheval tué sous lui à la bataille de Wattignies le 25 vendémiaire an II.
Il sert en l’an III et en l'an IV à l’armée de Vendée, en l’an V et an VI à l’armée d’Italie et d’Angleterre, et retourne en Italie en l’an VII. Nommé le 1er frimaire an VII aide de camp du ministre de la guerre, il est employé à l’armée de réserve en l’an VIII. Il est blessé et a un cheval tué sous lui le 12 pluviose an VIII au combat de Nesle-sur-Sarthe, ou à la tête de 30 dragons du 8e régiment, il charge 800 brigands, les taille en pièces et leur prend deux voitures d’armes, cette action lui vaut le grade de chef d’escadron provisoire. Le 25 prairial an VIII, il prend une part active à la bataille de Marengo, et y est blessé d’un coup de feu à la cuisse droite. Aide de camp du général Suchet le 15 vendémiaire an IX, il passe au 8e régiment de hussards le 23 frimaire an X. Il sert en l’an XII au camp de Boulogne comme chef d’escadron au 4e Régiment de Chasseurs à cheval et reçoit le 25 prairial la croix de chevalier de la Légion d’honneur avant de rejoindre en l’an XIII l’armée de Hanovre. 
Passé à la grande armée, il fait les guerres d’Allemagne, de Prusse et de Pologne de l’an XIV à 1807. Il est blessé d’un coup de lance à la cuisse droite à la bataille d’Austerlitz, une blessure légère au combat de Schelcotz le 9 octobre 1806 et une plus grave le 25 janvier 1807 à Morungen. Quatre jours plus tard, il déploie une intrépidité peu commune au combat de Grabow et le lendemain, le général Bernadotte le recommande à l’empereur. Le 8 février il combat à Eylau et le 14 février 1807, il est fait colonel. Envoyé en parlementaire le 2 mars, il est fait prisonnier et envoyé à la forteresse de Pellan, il est libéré vingt jours plus tard. 
Le 26 juin 1809, il prend le commandement du 15e régiment de dragons et le 14 août 1809, il conduit son régiment en Espagne et fait avec l’armée de Portugal les campagnes de 1810, 1811 et une partie de 1812. Il est fait chevalier de l’Empire le 29 août 1810 (lettres patentes). Rappelé à la grande armée, il fait toutes les guerres de 1812 à 1814. Le 4 décembre 1813, il est fait officier de la Légion d’honneur. Il est blessé le 4 février 1814, est promu général de brigade le 6 février et employé le 20 au dépôt de cavalerie de Versailles. 
Louis XVIII le crée chevalier de Saint-Louis en juin 1814 et le nomme au département du cantal le 31 août 1814. Mis en non activité le 11 août 1815, et en disponibilité le 1er janvier 1825, il rentre à l’activité le 6 décembre 1830, et commande les départements de la Loire et de la Haute-Loire, puis seulement celui de la Loire le 7 mars 1831. Il est définitivement admis à la retraite le 1er novembre 1833 et se retire à Saint-Étienne. 

## Armoiries
| Armoiries | Nom du chevalier et blasonnement |
| --------- | --- |
|           | Chevalier Jean Claude Boudinhon-Valdec et de l'Empire, lettres patentes du 29 août 1810. D'argent à la barre de gueules au signe des chevaliers, accompagnée de deux lions d'azur ; armés et lampassés de gueules tenant chacun une épée haute d'azur, celui du chef contourné - Pour livrées : les couleurs de l'écu. |

## Sources
- A.Lievyns, J.M Verdot, P.Bégat, Fastes de la Légion d'honneur, biographie de tous les décorés accompagnée de l'histoire législative et réglementaire de l'ordre, Bureau de l'administration, 1844, 640 p. (lire en ligne), p. 357.
- R. Dumolin, « Biographie des Officiers-Généraux de la Haute-Loire : Jean Boudinhon-Valdec, maréchal-de-camp », Annales de la Société d'agriculture, sciences, arts et commerce du Puy,‎ 1850 (lire en ligne)
- http://thierry.pouliquen.free.fr/Generaux/gnxB.htm